# Blues for Dracula
Blues for Dracula è un album di Philly Joe Jones, pubblicato dalla Riverside Records nel 1958. Il disco fu registrato il 17 settembre 1958 al "Reeves Sound Studios" di New York City.

## Tracce
Lato A
1. Blues for Dracula – 8:11 (Johnny Griffin)
2. Trick Street – 3:47 (Owen Marshall)
3. Fiesta – 10:25 (Cal Massey)

Lato B
1. Tune-Up – 8:00 (Miles Davis)
2. Ow! – 12:08 (Dizzy Gillespie)

## Musicisti
Philly Joe Jones Sextet
- Philly Joe Jones  - batteria, narratore
- Nat Adderley  - cornetta
- Johnny Griffin  - sassofono
- Tommy Flanagan  - pianoforte
- Julian Priester  - trombone
- Jimmy Garrison  - contrabbasso